# 班子女王
班子女王（はんし（なかこ）じょおう、天長10年（833年） - 昌泰3年4月1日（900年5月2日））は、平安時代の皇族。光孝天皇の女御。宇多天皇の母、皇太后。洞院后と称された。仲野親王（桓武天皇皇子）の娘で、母は贈正一位当宗氏。寛平御時后宮歌合の主催者。

## 生涯
光孝天皇の親王時代からの妃。是忠親王、是貞親王、定省親王（のちの宇多天皇）、源元長、忠子内親王、簡子内親王、綏子内親王、為子内親王をもうける。元慶8年（884年）の夫光孝天皇の即位に伴い、同年4月1日女御となる。藤原基経の異母妹の尚侍藤原淑子と親密な仲で、所生の定省を淑子の猶子としており、この関係が夫光孝天皇の即位の一因ともされている。仁和3年（887年）、定省が宇多天皇として即位すると、同年11月17日皇太夫人となり、さらに寛平9年（897年）7月26日には皇太后となった。昌泰3年（900年）4月1日、68歳で崩御。